# Futrikelv
Futrikelv est une localité du comté de Troms, en Norvège.

## Géographie
Administrativement, Futrikelv fait partie de la kommune de Tromsø.